# 味覇
味覇（ウェイパァー）は、兵庫県神戸市に本社を置く株式会社廣記商行が販売する中華風調味料である。

## 歴史
1961年（昭和36年）、創味食品（京都市）より業務用調味料「シャンタンDX」が発売された。1981年（昭和56年）には創味食品のOEM生産により、廣記商行から「味覇」が一般消費者向けに発売された。当時の商慣習により契約書は交わされず、「廣記は創味シャンタンDXを家庭用パッケージとして販売していた」とする創味食品側と、「当社の味覇を創味食品に製造委託していた」とする廣記商行側で、当初から相互の認識にずれがあった。
2014年（平成26年）3月、廣記商行からチューブタイプの味覇を発売開始。創味食品側は「廣記が、創味に無断で他社に製造を依頼した」ことを不服とし、同年7月に製造契約が破談となった。2015年（平成27年）3月末をもって、創味食品製造による味覇の出荷が終了。創味食品は翌月より、従来の味覇と同一レシピによる一般向け「創味シャンタンDX」の発売を開始した。廣記商行からは、別の製造会社（アリアケジャパン）の委託生産による「味覇」が引き続き販売される。
2022年（令和4年）4月にはヴィーガン（完全菜食主義者）向けに、動物性原料やうま味調味料を使っていない製品を発売し、輸出も展開している。

## 関連商品
2014年（平成26年）8月18日より、カルビーから味覇風味のポテトチップスがコンビニエンスストア向けに期間限定販売された。
徳島県に本社を置く岡本製麺は、廣記商行監修のもと、味覇をベースにスープに使用した「味覇拉麺」を販売している。

## 原材料
食塩、肉エキス（ポーク、チキン）、野菜エキス、動植物油脂、砂糖、乳糖、小麦粉、香辛料、調味料（アミノ酸等）

## 用途
製造元では、スープやチャーハン、餃子をはじめとする中華料理のほか、カレー、ペペロンチーノ、おでんの出汁、ミートタコスにも使えるとしている。

## 商品名
調味料の王様になってほしいとの願いから、味の王様を意味する「味覇」と名付けられた。なお、OEM供給元の創味食品の商品名であるシャンタン（上湯）は丁寧にアクをとった高級中華スープを表す。